# Ford Mustang VI
El Ford Mustang VI es la sexta generación del Ford Mustang, es más ancho (40 mm), más bajo (38 mm) y más dinámico en lo estético que su antecesor, el diseño tiene reminiscencias del Mustang original con el estilo Kinetic Design de Ford. En esta generación, a diferencia de las anteriores, no se creó el modelo orientado únicamente al mercado estadounidense, sino con una concepción más global. Buena prueba de ello es que sería el primer Mustang en comercializarse a gran escala en el mercado europeo. Gracias a su motor puede llegar a alcanzar los 270km/h limitado, sin limitar puede llegar a alcanzar los 320km/h. Dispone de varias motorizaciones, la principal novedad es un 4 cilindros EcoBoost de 2300 cc que entrega alrededor de 309CV y 407N/m de par, en Estados Unidos se mantienen los conocidos V6 y V8 Coyote, aunque con mejoras prestacionales. Como equipamiento básico se dispone de una caja de cambios manual Getrag de seis marchas que transmite la potencia a las ruedas posteriores, entre las que, opcionalmente, se puede contar con un diferencial autoblocante. También se dispone como opción de una caja automática de convertidor de par de seis relaciones con levas tras el volante. 
Por primera vez en la historia el Mustang incorpora una suspensión multibrazo independiente en las ruedas traseras, en sustitución de la de eje rígido usada en generaciones anteriores. La delantera también cambia, empleando un esquema MacPherson con doble rótula inferior y dos tirantes tubulares que anclan esas dos rótulas al chasis, en lugar de un brazo en forma de L. En cuanto a los frenos, si optamos por el «performance pack», contaremos con pinzas rígidas delanteras de cuatro pistones para el EcoBost y seis para el V8, ambas firmadas por Brembo, situadas en unos rines de 19 pulgadas de diámetro.
La nueva versión del Mustang muestra similitudes con el coche Ford Fusion, teniendo características más estéticas, con un diseño más aerodinámico mostrando lujos dentro y fuera del automóvil, Disponible en versión V6 de 3.7 litros y versión V8 de 5.0 litros con nuevas calibraciones. El Mustang convertible es similar, pero más informal que el Fastback. Aunque comparte los mismos genes, fue diseñado como un convertible. El nuevo Mustang convertible se descapota en la mitad del tiempo que el modelo actual. Esta nueva versión del Mustang 2015 tiene una apariencia completamente nueva. En 2015 se produjo el Apollo Edition, una sola unidad subastada en más de 200.000€.

## Modelo 2015

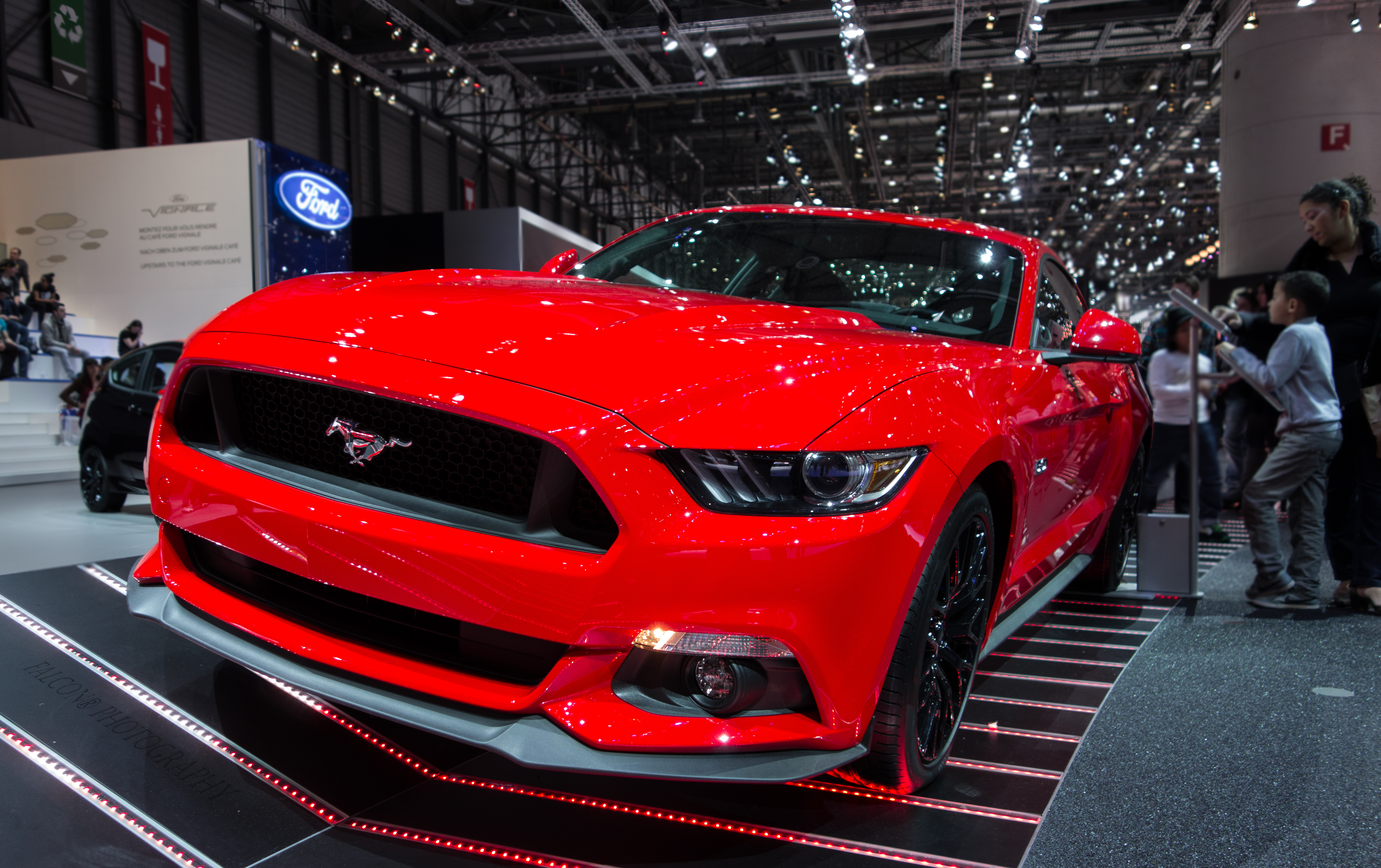
Modelo 2015

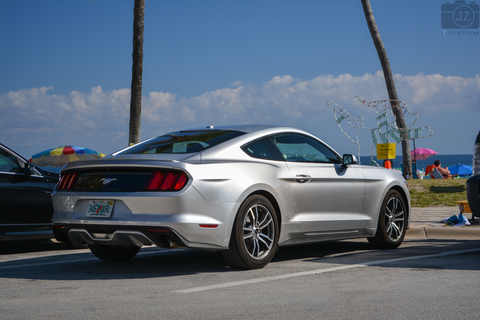
Vista trasera de un modelo 2015

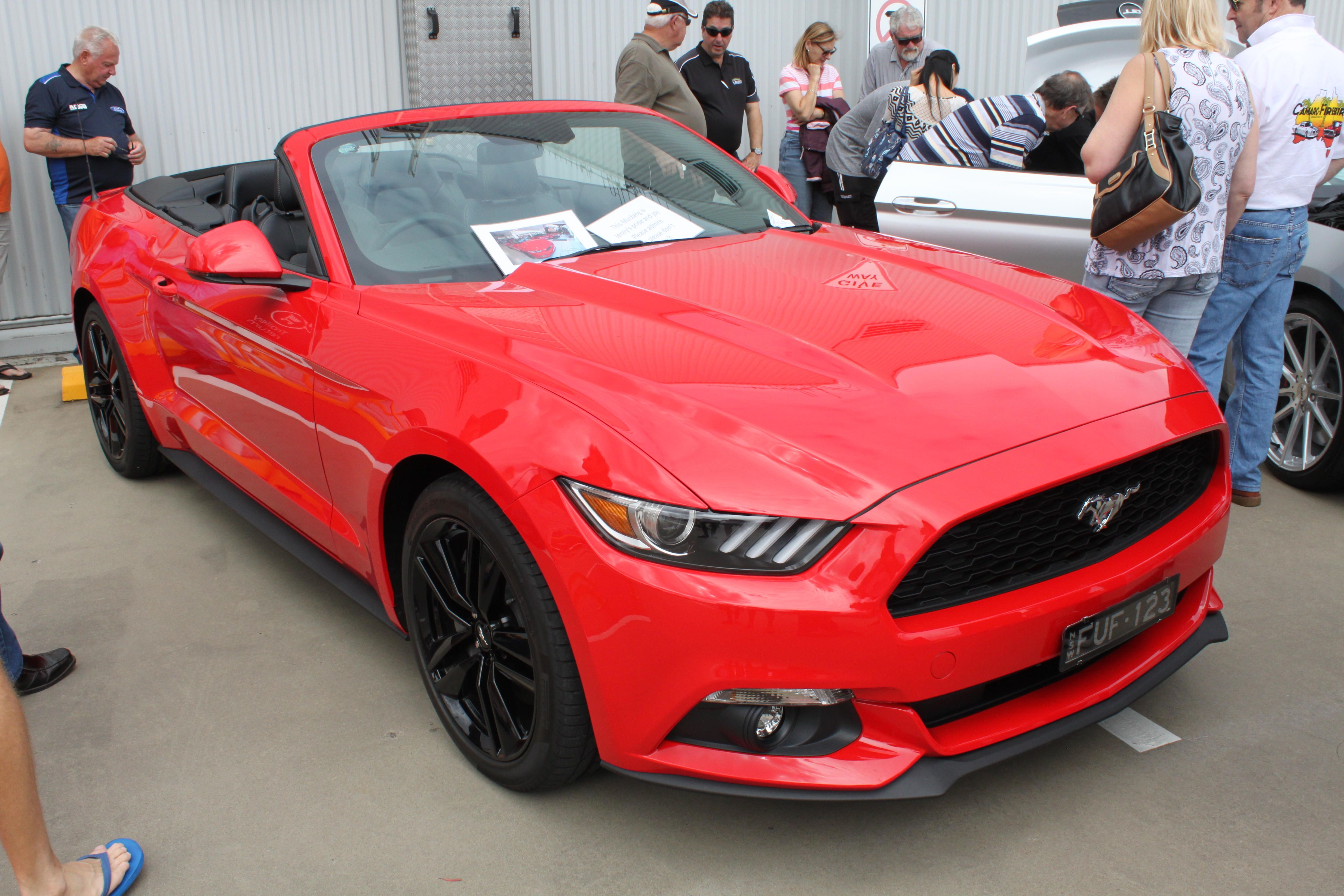
Descapotable

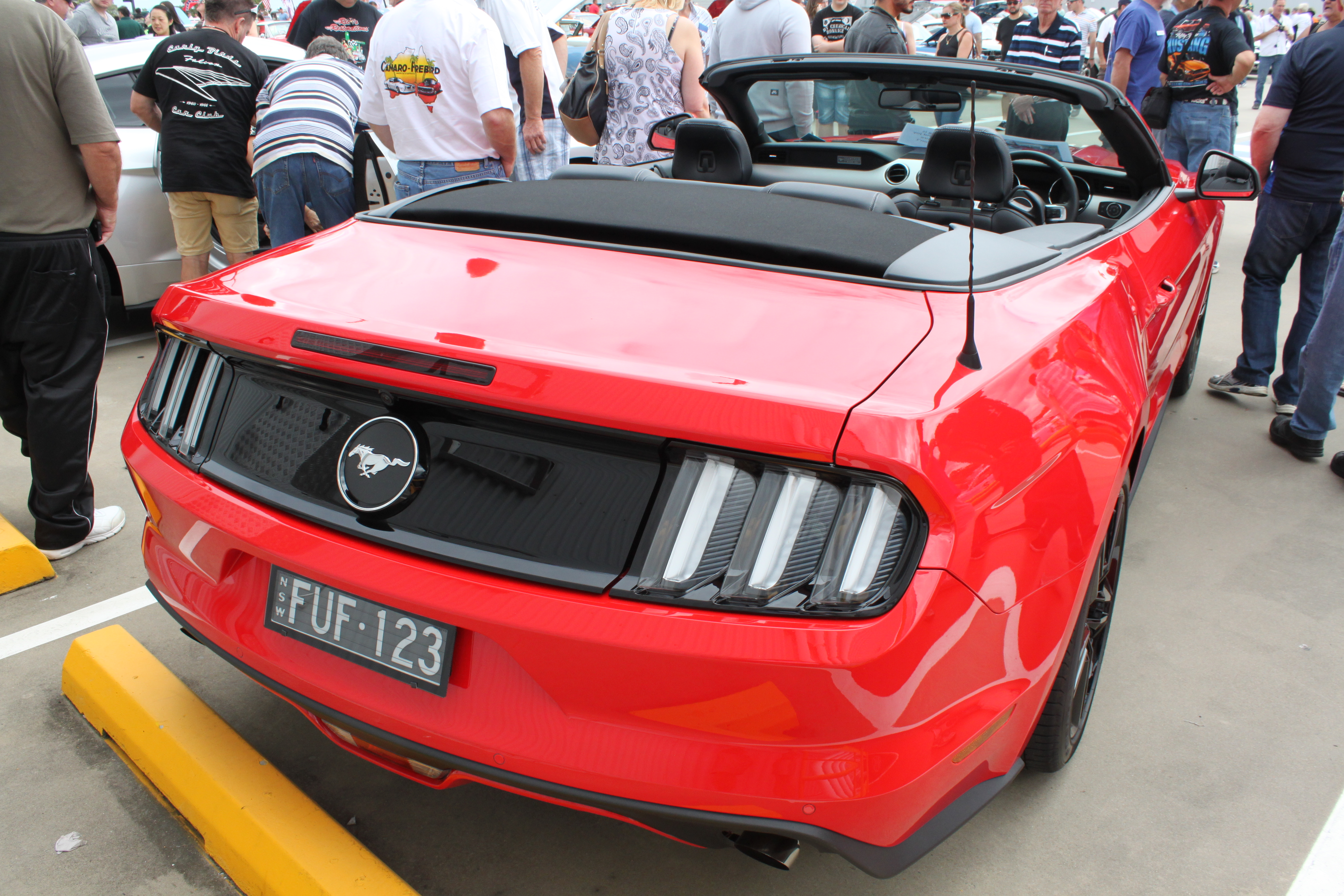
Vista trasera del descapotable

Fue presentado en enero de 2014 en el Salón de Detroit, desde 37,000€ con motor Ecoboost y desde 44,000€ con motor V8. Las versiones Ecoboost y GT se venderán en España, y tiene dos carrocerías Fastback y Convertible, reveladas durante la presentación al sur de Alemania. El fabricante tenía muchas esperanzas puestas en el modelo, ya que gracias a un precio ajustado y contaba con niveles de potencia que en sus competidores alemanes costarían muchísimo más dinero. Se vende a través de cualquier concesionario, aunque el cliente que quiera un trato preferente podrá acudir a uno de las treinta y cinco Ford Stores.
El habitáculo luce algún que otro plástico duro (en molduras de las puertas o en la tapa de la guantera, los que más llaman la atención), pero se contrarresta con detalles cromados, como el logotipo del caballo Mustang en el volante. El logo de Ford esta en las "inscripciones de fábrica", el maletero ofrece un volumen de carga de 408 litros en la versión con carrocería Fastback y de 332 litros en el caso de la variante descapotable. Tiene 2 tipos de motor. El 2.3 litros Ecoboost ofrece 317 CV a 5.500 RPM y un par máximo de 432 Nm a 3.000 vueltas. Tiene mucha potencian y es bastante completo, salvo en la zona más alta del cuentarevoluciones, algo de lo que suelen pecar los motores turboalimentados. En carrocería Fastback, permite una aceleración de 0 a 100 km/h en 5,8 segundos, con un consumo de 8 litros a los cien kilómetros con caja de cambios manual, y muy superior (9,8 litros) si equipamos la caja automática. En conducción real (con caja manual y carrocería Fastback) es difícil bajar de 9 litros, y el motor 5.0 litros V8 atmosférico.

## 50 Year Limited Edition de 2015
Un total de 1964 unidades de una versión del Ford Mustang GT Coupé 2015 con paquete de rendimiento y una transmisión manual o automática, se hicieron para conmemorar el 50 aniversario de la línea de vehículos Ford Mustang. Los cambios incluyeron una opción de dos colores de carrocería (Wimbledon White, Kona Blue), persianas traseras con láminas de vidrio en capas, volante forrado en cachemir y tiene forrado de cuero las costuras de cachemira en el panel de instrumentos, palanca de cambios, apoyabrazos central, puerta inserciones y asientos; la tapicería exclusiva en dos tonos de cachemir y cuero negro, logotipo Mustang 50 Year en los respaldos de los asientos, tapetes de tapete con costuras de cachemir y encuadernación en ante, llantas de aleación de 19 pulgadas (9.0 / 9.5 pulgadas adelante / atrás) con diseño de radios en Y, neumáticos delanteros 255 / 40R, neumáticos traseros 275 / 40R. El vehículo fue presentado en 2014  en el New York International Auto Show.
El vehículo salió a la venta en septiembre de 2014. Este modelo se comercializará como un modelo 2014 1/2, rindiendo homenaje al modelo original de 1964 1/2. Los colores Wimbledon White y Kona Blue ya no están disponibles después de la suspensión de la edición 50 años limitada cuando el modelo se agote. El 16 de agosto de 2014 se rifó una versión descapotable del Mustang de 50 años de edición limitada para fines benéficos en el "Crucero de ensueño Woodward", y los beneficios se destinaron a la Sociedad Nacional de Esclerosis Múltiple. El  50 Years Appearance Package continuará disponible en los modelos EcoBoost Premium y GT Premium Fastback y Cabrio luego de la venta de la Edición Limitada de 50 años. Se agregarán llantas de aleación de diecinueve pulgadas cromadas, la parrilla delantera de estilo "estable", las insignias de guardabarros delantero "Running Horse" y un esquema de color interior "Raven" único. Un Ford Mustang de 50 años de edición limitada 2015 sirvió como el coche de seguridad para las carreras de la Copa Sprint de NASCAR y de la Serie Nationwide durante el fin de semana del Campeonato Ford en Homestead-Miami Speedway, del 14 al 16 de noviembre de 2014.

## Galpin Mustang

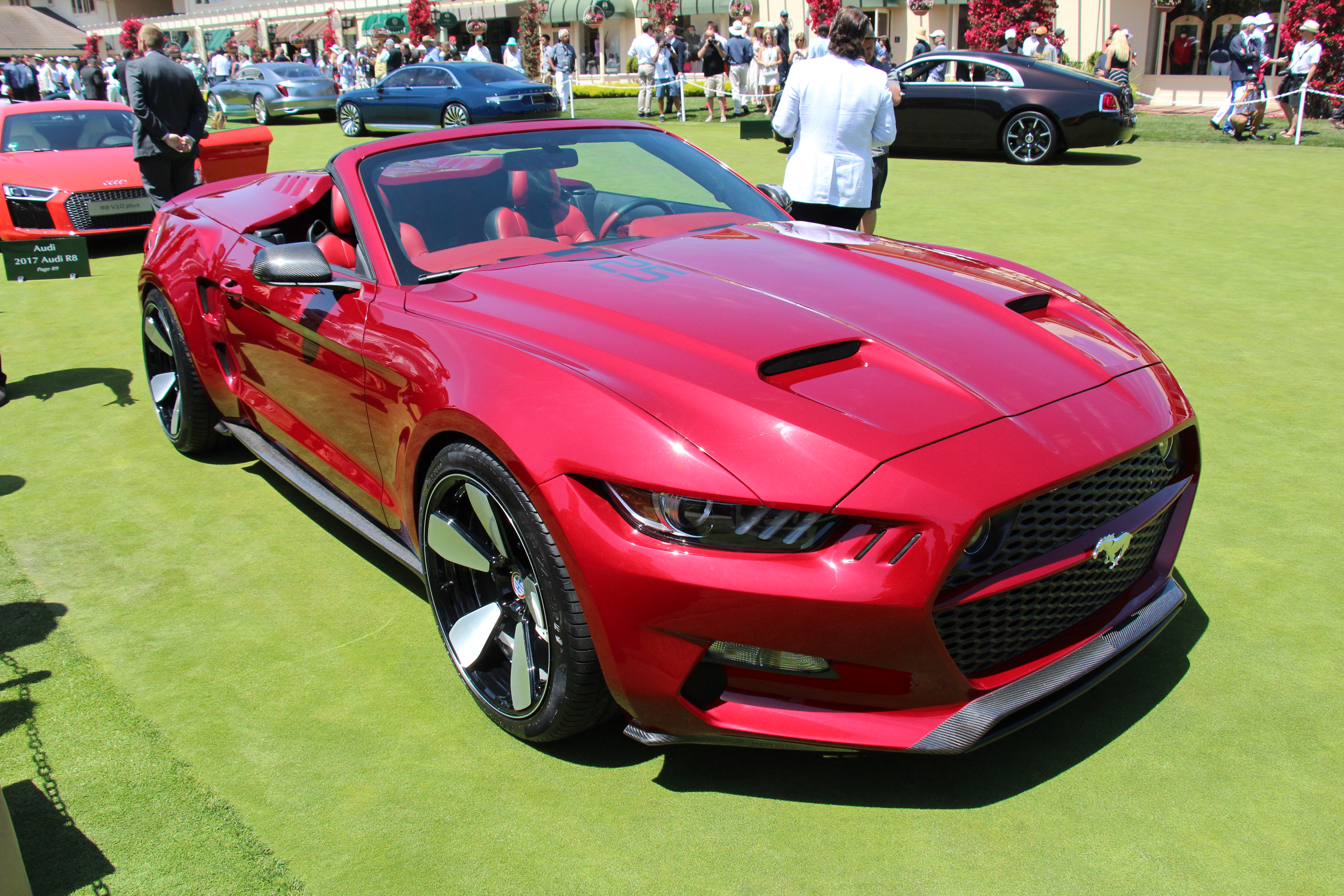
Concepto Galpin Mustang Rocket descapotable de 2015

Presentado en el 2014 Los Angeles Auto Show, el autodenominado "Ultimate American Muscle Car" fue mostrado al mundo como un Mustang 2015 especialmente diseñado por el entrenador de Galpin Auto Sports y el diseñador Henrik Fisker.
Llamado simplemente "cohete": este V8 Mustang supercargado de 725 caballos de fuerza usa fibra de carbono de forma extensiva para el cuerpo, desde la rejilla de fibra de carbono, el separador delantero, las faldones laterales, la tapa trasera y el difusor trasero. Además de materiales exóticos, el Mustang cuenta con 21 ruedas ADV.1 y enormes frenos Brembo de 15 "junto con un interior de cuero especial.
El auto comienza en más de $ 100,000 y tiene una producción limitada.
Una versión convertible, presentada en el 2014 Los Ángeles Auto Show, el autodenominado "Ultimate American Muscle Car" fue mostrado al mundo como un Mustang 2015 especialmente diseñado por el entrenador de Galpin Auto Sports y el diseñador Henrik Fisker.
Llamado simplemente "cohete": este V8 Mustang supercargado de 725 caballos de fuerza usa fibra de carbono de forma extensiva para el cuerpo, desde la rejilla de fibra de carbono, el separador delantero, las faldones laterales, la tapa trasera y el difusor trasero. Además de materiales exóticos, el Mustang cuenta con 21 ruedas ADV.1 y enormes frenos Brembo de 15 "junto con un interior de cuero especial.
El auto comienza en más de $ 100,000 y tiene una producción limitada.
Se ha conceptualizado una versión convertible de este automóvil, pero nunca se ha puesto en producción conceptualizada.

## Mustang RTR

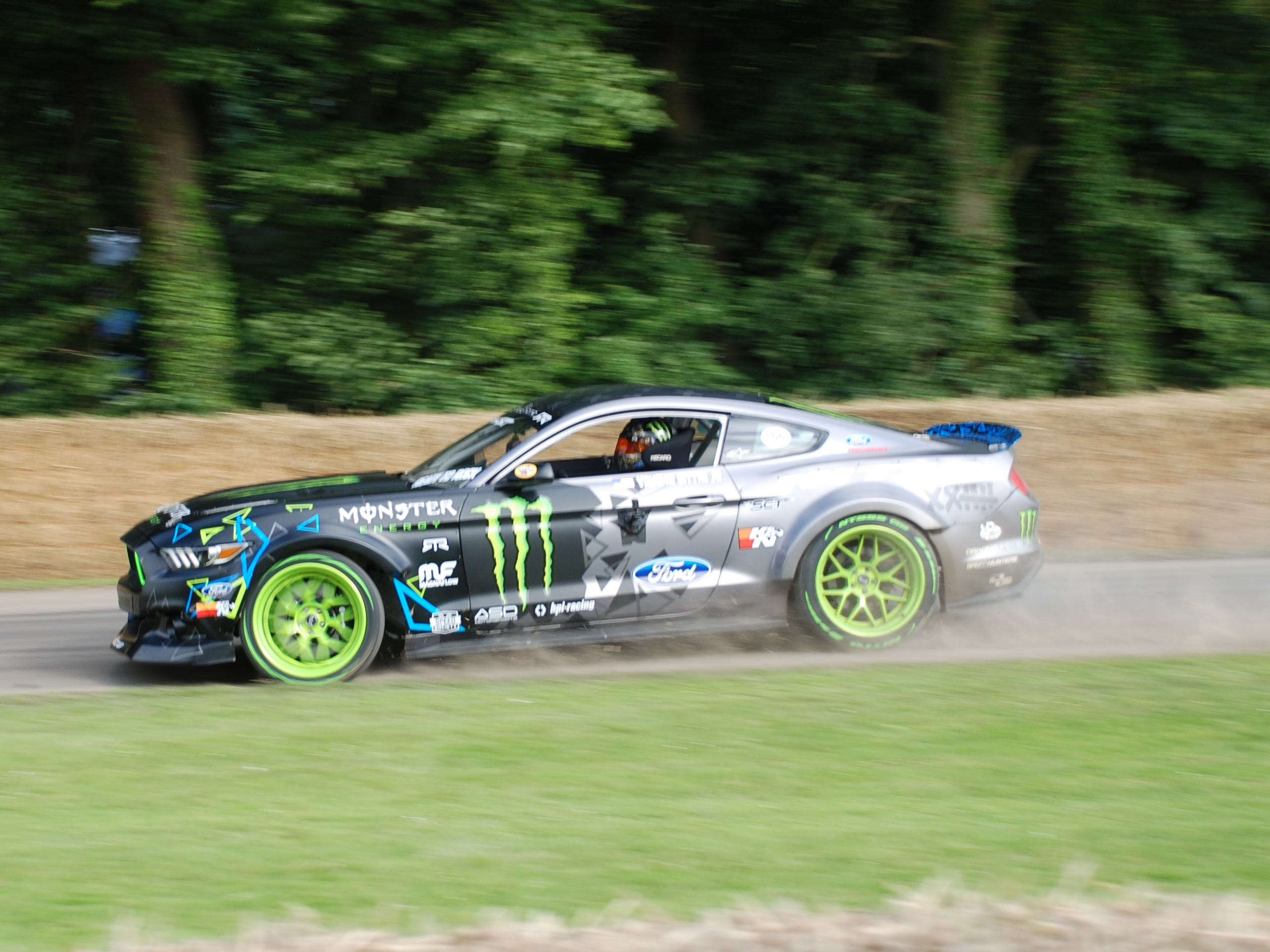
RTR de 2017

El Ford Mustang RTR 2017 es un variante del Mustang Sexta Generación y nuevo modelo de la variante RTR. Bajo el capó de los muscle cars norteamericanos nos encontramos dos motores RY45 desarrollados en colaboración entre Ford Performance y Roush Yates Engines. Un propulsor V8 capaz de girar a 9.000 rpm desarrollado específicamente para este cometido y que cuenta con 900 CV de potencia, algo que acoplados a una transmisión de cuatro velocidades firmada por Andrews es capaz de empujar el eje trasero de este Mustang lo suficiente como para completar el cuarto de milla en poco más de 9 segundos.

## Mustang Apollo Edition
El Ford Mustang Apollo Edition es un "spin-off" variante del Ford Mustang Sexta Generación inspirado en el programa Apollo de la NASA. Este Mustang Apollo Edition, basado en el acabado GT (el de motor V8), se distingue por una estética muy particular, protagonizada por una carrocería en blanco y negro y diversos detalles fabricados en fibra de carbono, como el llamativo splitter frontal o un gran alerón trasero de curiosa forma. Además, recibe distintivos de los Estados Unidos, luces LED en los bajos del coche y detalles en blanco como el perfil de las llantas (que son negras y de 21 pulgadas) o el difusor trasero.
una suspensión deportiva, un sistema de frenos Brembo con pinzas delanteras de seis pistones y un interior específico, con asientos en cuero negro con zonas en tono blanco y costuras en contraste de color rojo, así como logos bordados. Además, se prescinde de los asientos traseros a favor de una cubierta de cuero con un parche central en honor a varias misiones Apollo. También encontramos alfombrillas especiales, cuadro de instrumentos modificado y listones de los umbrales de las puertas, también especiales.
Bajo el enorme capó delantero se esconde el 5.0 litros V8, aunque Ford Performance lo ha querido sobrealimentar al equiparlo con un compresor volumétrico que aumenta la potencia total hasta los 635 CV y el par motor máximo hasta los 731 Nm.

## Rediseño de 2018

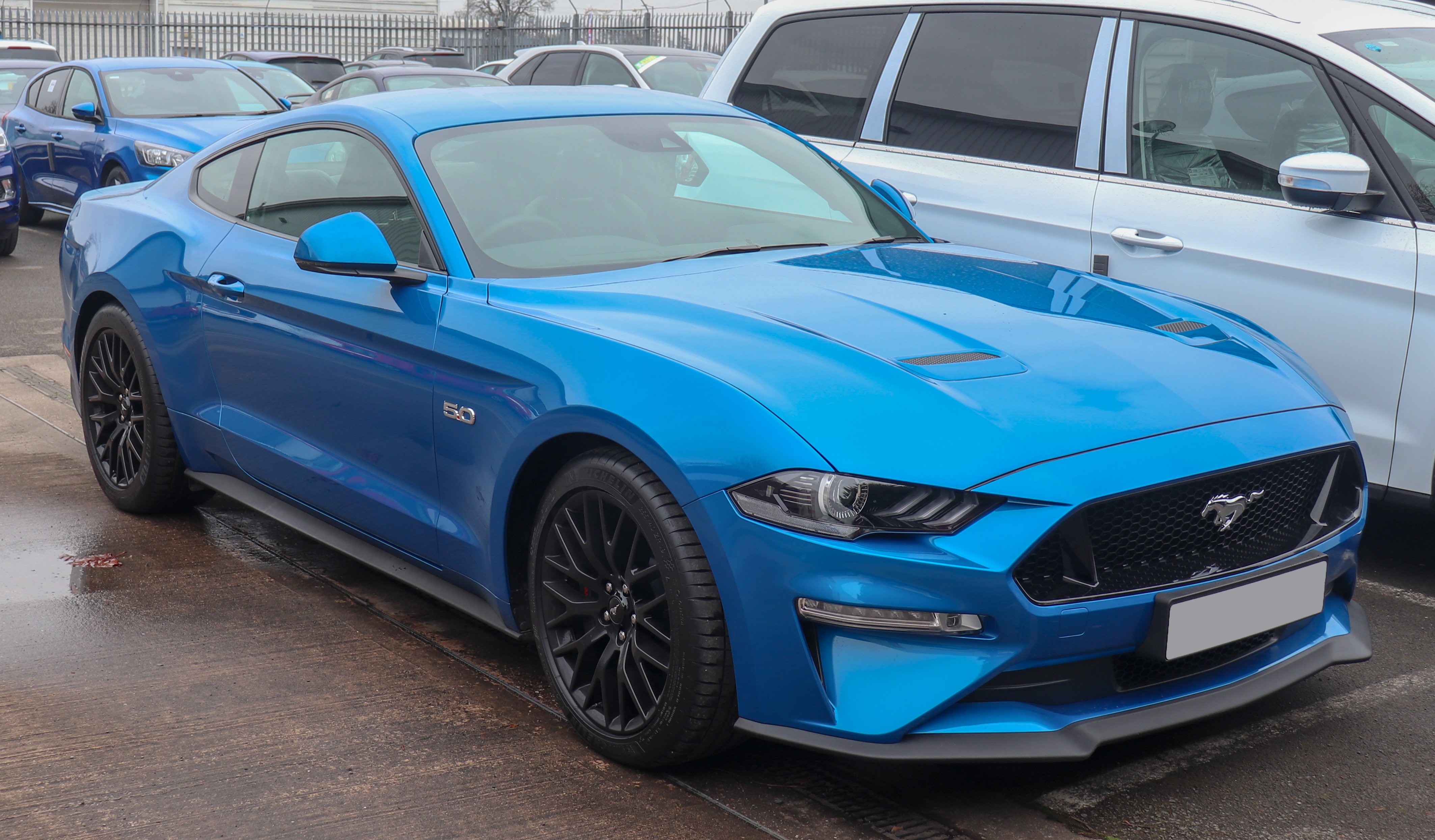
GT 5.0 de 2019

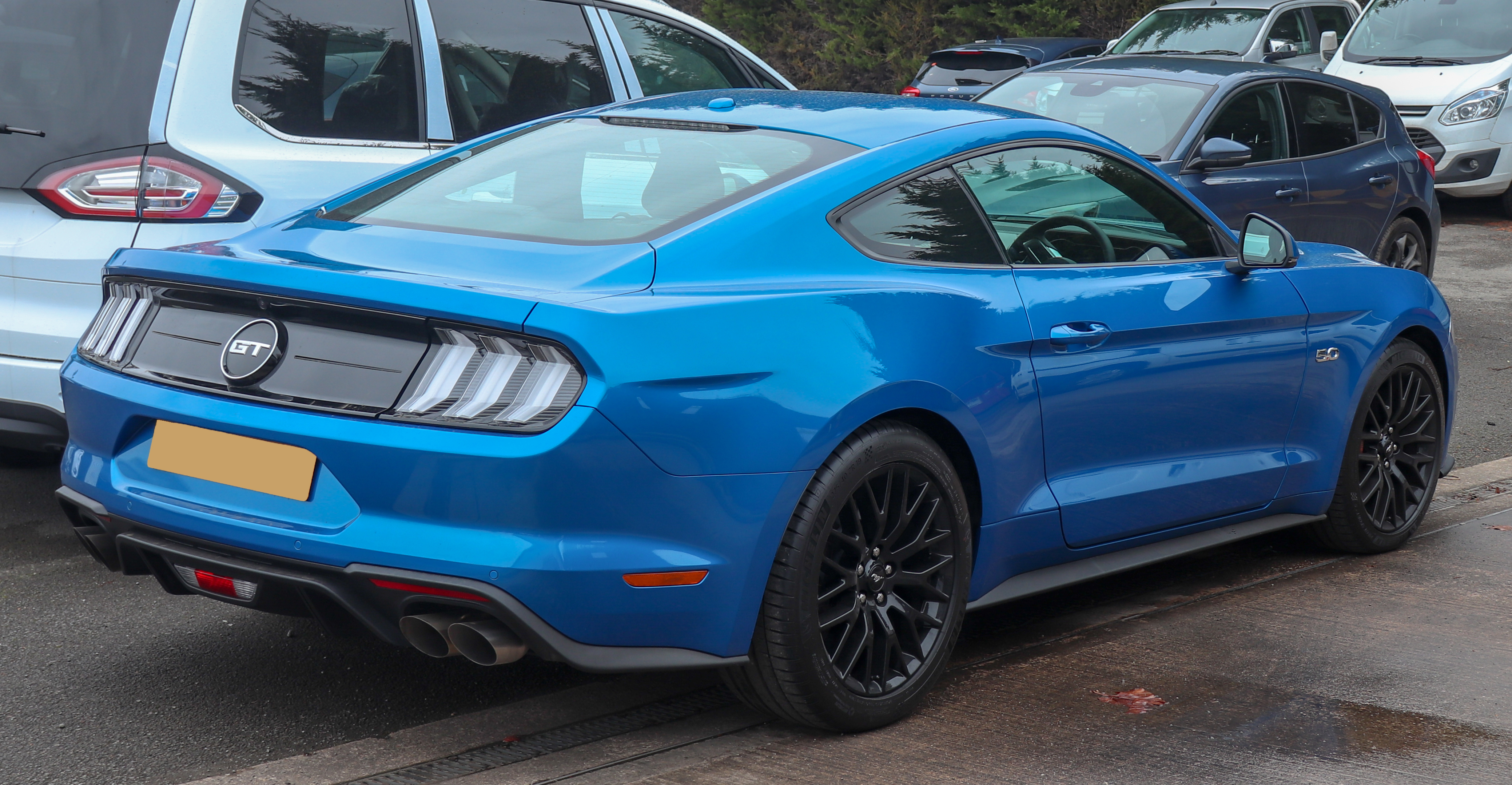
Vista trasera

El 2018 Ford Mustang tiene diversas modificaciones respecto al modelo anterior, pero mantiene el V8 en la gama y que su cambio manual cuenta con dos discos de embrague. Es una muestra más que el Mustang GT, el V8, se posiciona como un verdadero deportivo, cada vez más cerca de los muscle cars, como el Shelby GT350, que de un pony car.
Ideado por unos ingenieros de Ford en sus ratos de ocio, el Performance Pack Level 2 se ha desarrollado al margen del equipamiento original de la nueva generación, pero les ha quedado tan bien que los mandamases de la marca se han atrevido a sacar la vena más radical del modelo.
Asociado únicamente al motor de ocho cilindros con caja de cambios manual, el Level 2 cambia al Mustang por dentro y por fuera, y aunque la cifra de potencia máxima seguirá siendo de 466 CV, el más potente, puesto que no se han introducido mejoras a nivel mecánico, el tren de rodaje y la aerodinámica se ven considerablemente mejorados. Además de llantas de 19 pulgadas específicas calzadas con neumáticos Michelin Pilot Sport Cup 2 en medidas 305/30-19", el chasis del pony car afina su comportamiento con una suspensión MagneRide recalibrada, barras estabilizadoras traseras, delanteras, muelles delanteros y traseros un 67%, 12%, 20% y 13% respectivamente más rígidos con respecto al Level 1 y una altura que coloca la carrocería 13 mm más baja.
Exteriormente los cambios también son notables, empezando por un nuevo splitter delantero suplementario que produce 11 kg más de carga aerodinámica a 129 km/h y un nuevo alerón trasero fijo, aparte de las mencionadas llantas.
Por otro lado, el motor V6 desaparece de la gama de ford ,dejando las versiones ecoboost de 2.3 litros turbocargado y el GT V8 de 5.0 litros que ya todos conocemos y el 5.2 litros de la versión GT350; La versión de 6 cilindros del mustang desaparece dado a que el mustang ecoboost ya era más rápido y eficiente.
La versión del renovado mustang Ecoboost 2018 es más rápido y eficiente que las versiones pasadas, ya que este incorpora únicamente la nueva caja de cambios de 10 velocidades, capaz de transmitir de mejor manera la potencia a las ruedas traseras que la tradicional caja de 6 velocidades. De igual manera el mustang Ecoboost dado a que cuenta con un motor reforzado (forjado) y un sistema de sobrealimentacion (turbo), da paso a una serie de optimizaciones y modificaciones que se le pueden hacer al motor para un considerable incremento de potencia con un alto grado de fiabilidad.
La potencializacion de un coche turbocargado es más fácil a comparación a un coche naturalmente aspirado, y el mustang Ecoboost no es la excepción, con una simple reprogramación por especialistas puedes llegar a obtener hasta 370 CV , y en conjunto con mejores y más eficientes componentes como un filtro de alto flujo, intercooler de mayor magnitud,downpipe y un catalizador de alto flujo se puede lograr aumentar la potencia hasta los 440 CV, dependiendo de las prestaciones que tengas los productos antes mencionados.